# Borucin-Kolonia
Borucin-Kolonia – wieś w Polsce położona w województwie kujawsko-pomorskim, w powiecie radziejowskim, w gminie Osięciny.
W latach 1975–1998 miejscowość administracyjnie należała do województwa włocławskiego.